# لويد جاي بييل
لويد جاي بييل (بالإنجليزية: Lloyd J. Beall)‏ هو ضابط أمريكي، ولد في 19 أكتوبر 1808 في Fort Adams ‏ في الولايات المتحدة، وتوفي في 10 نوفمبر 1887 في ريتشموند في الولايات المتحدة.